# Пайк Тауншип (округ Беркс, Пенсільванія)
Пайк Тауншип (англ. Pike Township) — селище (англ. township) в США, в окрузі Беркс штату Пенсільванія. Населення — 1595 осіб (2020).

## Демографія
Згідно з переписом 2010 року, у селищі мешкали 1723 особи в 646 домогосподарствах у складі 500 родин. Було 682 помешкання
Расовий склад населення:
| - 97,8 % — білих - 0,7 % — азіатів - 0,2 % — чорних або афроамериканців |

До двох чи більше рас належало 1,3 %. Частка іспаномовних становила 0,8 % від усіх жителів.
За віковим діапазоном населення розподілялося таким чином: 21,4 % — особи молодші 18 років, 63,6 % — особи у віці 18—64 років, 15,0 % — особи у віці 65 років та старші. Медіана віку мешканця становила 45,9 року. На 100 осіб жіночої статі у селищі припадало 106,8 чоловіків;  на 100 жінок у віці від 18 років та старших — 103,6 чоловіків також старших 18 років.
Середній дохід на одне домашнє господарство  становив 83 923 долари США (медіана — 73 438), а середній дохід на одну сім'ю — 90 815 доларів (медіана — 79 875). Медіана доходів становила 51 925 доларів для чоловіків та 44 063 долари для жінок. За межею бідності перебувало 5,6 % осіб, у тому числі 6,9 % дітей у віці до 18 років та 3,1 % осіб у віці 65 років та старших.
Цивільне працевлаштоване населення становило 940 осіб. Основні галузі зайнятості: виробництво — 19,4 %, освіта, охорона здоров'я та соціальна допомога — 15,9 %, науковці, спеціалісти, менеджери — 13,3 %, будівництво — 12,0 %.